# Johannes Baader
Johannes Baader (22. června 1875, Stuttgart – 15. ledna 1955, Adldorf), původním vzděláním architekt, byl německý spisovatel a umělec, čelný představitel a prorok hnutí Dada v Berlíně, známý jako Oberdada.

## Život a dílo
Baader navštěvoval v letech 1892–1895 obchodní školu a poté pracoval jako kameník a zároveň studoval architekturu na Královském technickém učení ve Stuttgartu. Roku 1903 pracoval jako architekt v Drážďanech v Unii umělců pro monumentální náhrobní plastiku a roku 1905 přesídlil do Berlína, kde se seznámil s Raoulem Hausmannem. V letech 1911–1912 dělal architektonické návrhy pro zoologickou zahradu Carl Hagenbecka, které však nebyly realizovány.
Spolu s Hausmannem se stal vlivným členem berlínského hnutí Dada. Protože trpěl maniakální depresí, byl shledán nezpůsobilým pro službu v armádě a roku 1917 úředně prohlášen za psychicky nemocného. Během první světové války přispíval do časopisů Das Blaubuch, Die freie Strasse a Der Dada. Inspiraci hledal u Friedricha Nietzsche a v západním i východním mysticismu.
Vytvářel návrhy „spirituální architektury“ – utopických monumentálních, metafysických a mesianistických staveb. Z roku 1906 je jeho projekt pro 1500 m vysoký Světový chrám pro Mezinárodní mezináboženský spolek (Internationaler interreligiöser Menschenbund). Vystupoval jako vzkříšený Kristus a publikoval text 14 dopisů Krista (Vierzehn Briefe Christi) jako program monismu. Spolu s Hausmannem založil společnost Christus GmbH na ochranu pacifistů a válečných dezertérů – jako pokus o spojení svědomí a křesťanské morálky – a ucházel se o místo na radnici v Saarbrückenu. Dělal spektakulární veřejná představení a happeningy a psal manifesty, kterými provokoval veřejnost.
V roce 1918 způsobil skandál svým představením Christus ist euch Wurst v Berlínském dómu, po kterém byl zatčen a krátce uvězněn. V lednu 1919 uspořádal představení v nové výmarské radnici a publikoval leták Zelená mrtvola (Grüne Leiche), spolu s Hausmannem vyhlásil Dadaistickou Republiku pod záštitou „Centrální komise hnutí dada“ a koncem roku 1919 uskutečnili v Café Austria propagační večer, kde založili Antinationaler Rat der unbezahlten Arbeiter (Antinárodní rada neplacených dělníků) a Club der blauen Milchstrasse (Klub modré mléčné dráhy).
Ohlásil úmrtí a své znovuvzkříšení jako Oberdada (Vrchní Dada) a publikoval kvazireligiózní text Die acht Weltsätze (Osm světových tezí). V reakci na Versailleskou mírovou smlouvu publikoval roku 1919 Knihu světového míru (Buch des Weltfriedens), která se stala známou jako Handbuch des Oberdada. Během zasedání Výmarského národního shromáždění pouštěl vlaštovky se sloganem Dadaisté proti Výmaru a později v tramvaji prohlásil socialistického politika Philippa Scheidemanna Čestným dadaistou (Ehrendada).
Přesně rok po abdikaci císaře, dne 11. listopadu 1919, si nechal vytisknout vizitky, kde se prohlásil prezidentem Země a Vesmíru. Ucházel se o možnost učit na Bauhausu, ale jeho žádost byla zamítnuta.
Roku 1920 uspořádali dadaisté ve spolupráci s berlínským obchodníkem uměním Otto Burchardem První mezinárodní veletrh dada (Erste Berliner Dada-Ausstellung). Organizátory byli George Grosz, Raoul Hausmann a John Heartfield a Baader zde představil své Das große Plasto-Dio-Dada-Drama – Vzestup a úpadek Německa.
V roce 1920 spolu s Raoulem Hausmannem a Richardem Hülsenbeckem organizoval dadaistické turné, během kterého se zastavili v Teplicích (bordel paní Hummlové), v Praze (Plodinová burza, 1. 3. 1920, Mozarteum 3. 3. 1920) a v Karlových Varech (5. 3. 1920). Společně založili „Erste Intertellurische Akademie“. Po roce 1925 pracoval jako novinář v Hamburku.
Po roce 1920 bylo v Německu velké množství kočujících kazatelů, proroků a samozvaných spasitelů. Roku 1930 vystoupil Baader v Durynsku na kongresu Christus-Wiedergänger der Zeit jako vtělení Krista. Od roku 1941 působil opět jako architekt.
Převážná část rukopisů a alb koláží Johannese Baadera se nezachovala. Před odchodem z Berlína je svěřil příteli v Pomořansku, ale tento dům po válce vyrabovala Rudá armáda. Díla, která Baader zanechal v Berlíně, přetrvala bombardování.
Johannes Baader zemřel ve věku 79 roků v roce 1955 v domově důchodců v Dolním Bavorsku.

### Literární dílo
- Oberdada. Schriften, Manifeste, Flugblätter, Billets, Werke und Taten. Hrsg. v. Hanne Bergius. Anabas Verlag, Lahn-Gießen 1977. ISBN 3-87038-046-2
- Das Oberdada. Die Geschichte einer Bewegung von Zürich bis Zürich. Hrsg. v. Karl Riha. Univ.-Ge. v. Karl Riha. Univ.-Gesamthochsch., Siegen 1989. (= Vergessene Autoren der Moderne; 42)
- Trinken Sie die Milch der Milchstrasse. Texte und Taten des Oberdada. Hrsg. v. Karl Riha. Ed. Nautilus, Hamburg u.a. 1990. (= Kleine Bücherei für Hand und Kopf; 25) ISBN 3-89401-164-5
- Weltgericht Nürnberg. Hrsg. v. Karl Riha. Univ.-Gesamthochsch., Siegen 1993 (= Vergessene Autoren der Moderne; 58)
- Ich segne die Hölle! Gedichte 1915-1933. Hrsg. v. Dieter Scholz. Univ.-Gesamthochsch., Siegen 1995. (= Vergessene Autoren der Moderne; 64)